# Fort Sedgwick
Fort Sedgwick est un ancien poste militaire de la United States Army établi le 17 mai 1864 sur la rive droite de la South Platte, près de la ville actuelle de Julesburg dans le Colorado.
Initialement dénommé Camp Rankin puis Fort Rankin, il fut renommé le 27 septembre 1865 en l'honneur du major général John Sedgwick tué le 9 mai 1864 à la bataille de Spotsylvania.
Destiné à protéger les convois d'émigrants contre les attaques d'Amérindiens de la région, il fut abandonné le 31 mai 1871.

## Dans la culture populaire
Le fort apparaît dans le film réalisé par Kevin Costner et sorti en 1990 Danse avec les loups, où il est dépeint comme un poste militaire délabré et désert où le héros, le lieutenant John Dunbar, est affecté.